# Dickihof
Dickihof ist ein Weiler in der Gemeinde Schlatt im Schweizer Kanton Thurgau. Bis zum 1. Januar 1999 gehörte er zur ehemaligen politischen Ortsgemeinde Unterschlatt, die sich an diesem Tag mit Mett-Oberschlatt zur Gemeinde Schlatt zusammenschloss.
Dickihof hat ein Ortsbild von nationaler und ausgewiesene Kulturgüter von kantonaler Bedeutung.

## Geographie
Der Ort liegt im Süden der Gemeinde östlich der Hauptstrasse 14. Im Nordosten liegt die Kleinstadt Diessenhofen.

## Geschichte
In den 1930er-Jahren wurden nördlich und östlich des Weilers Teile der Sperrstelle Stammheim-Schlattingen der Grenzbrigade 6 angelegt.

## Ortsbild und Kulturgüter
Das Erscheinungsbild der Ortschaft ist in das Bundesinventar der schützenswerten Ortsbilder von nationaler Bedeutung (ISOS) eingetragen. Die folgenden Objekte gehören zu den Kulturgütern von kantonaler Bedeutung:

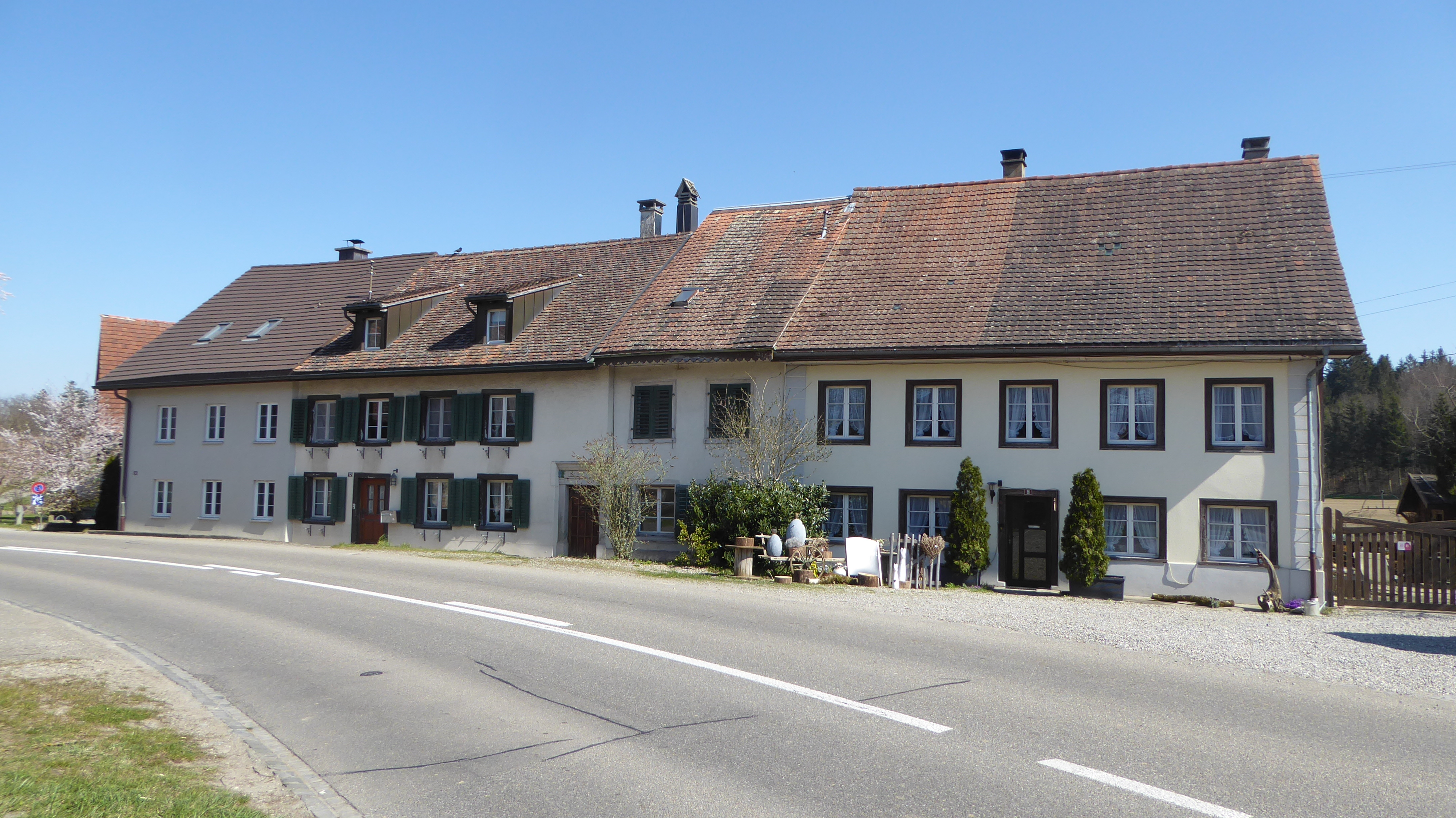
Steckhof Dickihof 8–12
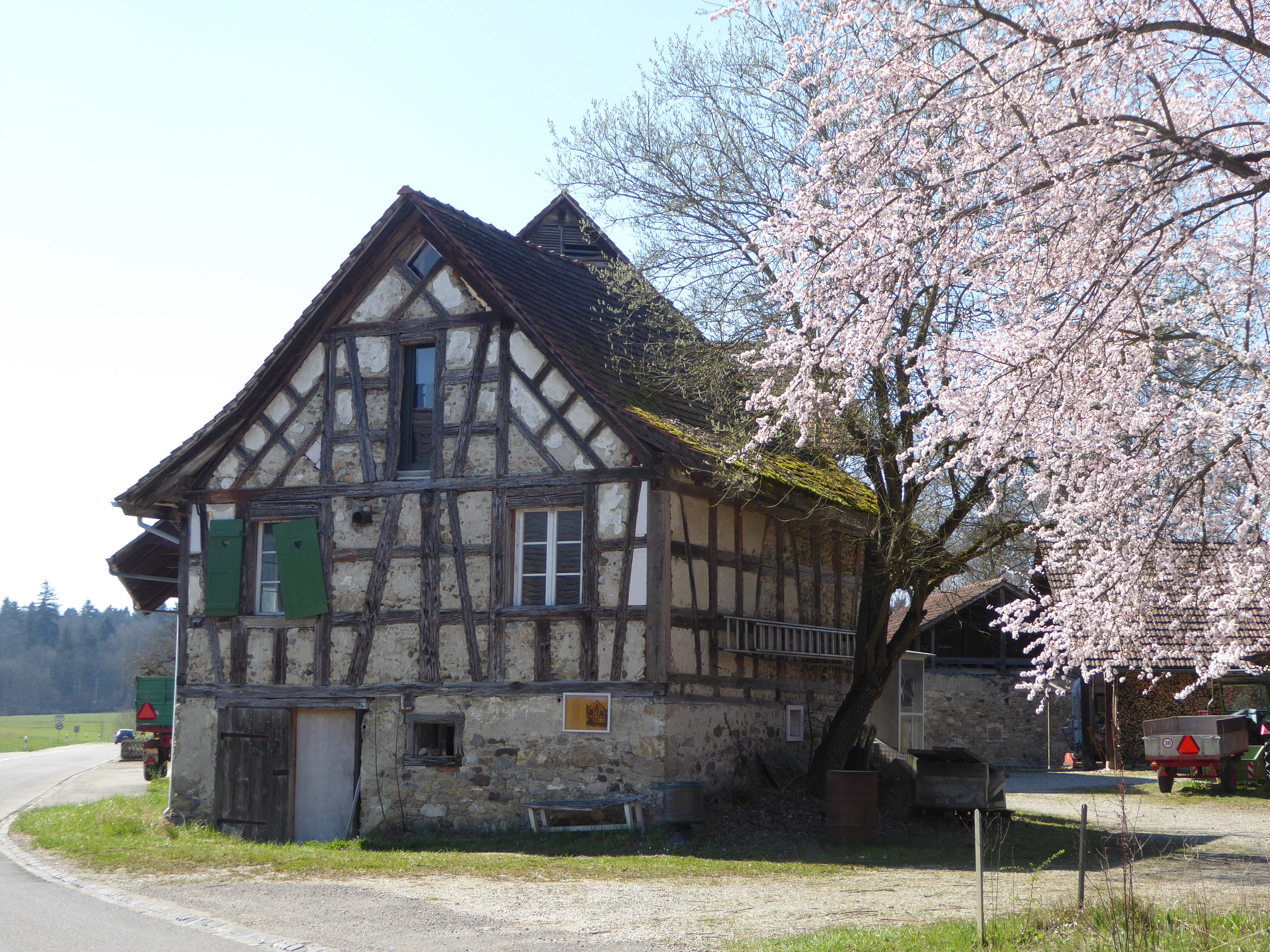
Ehemaliger Speicher
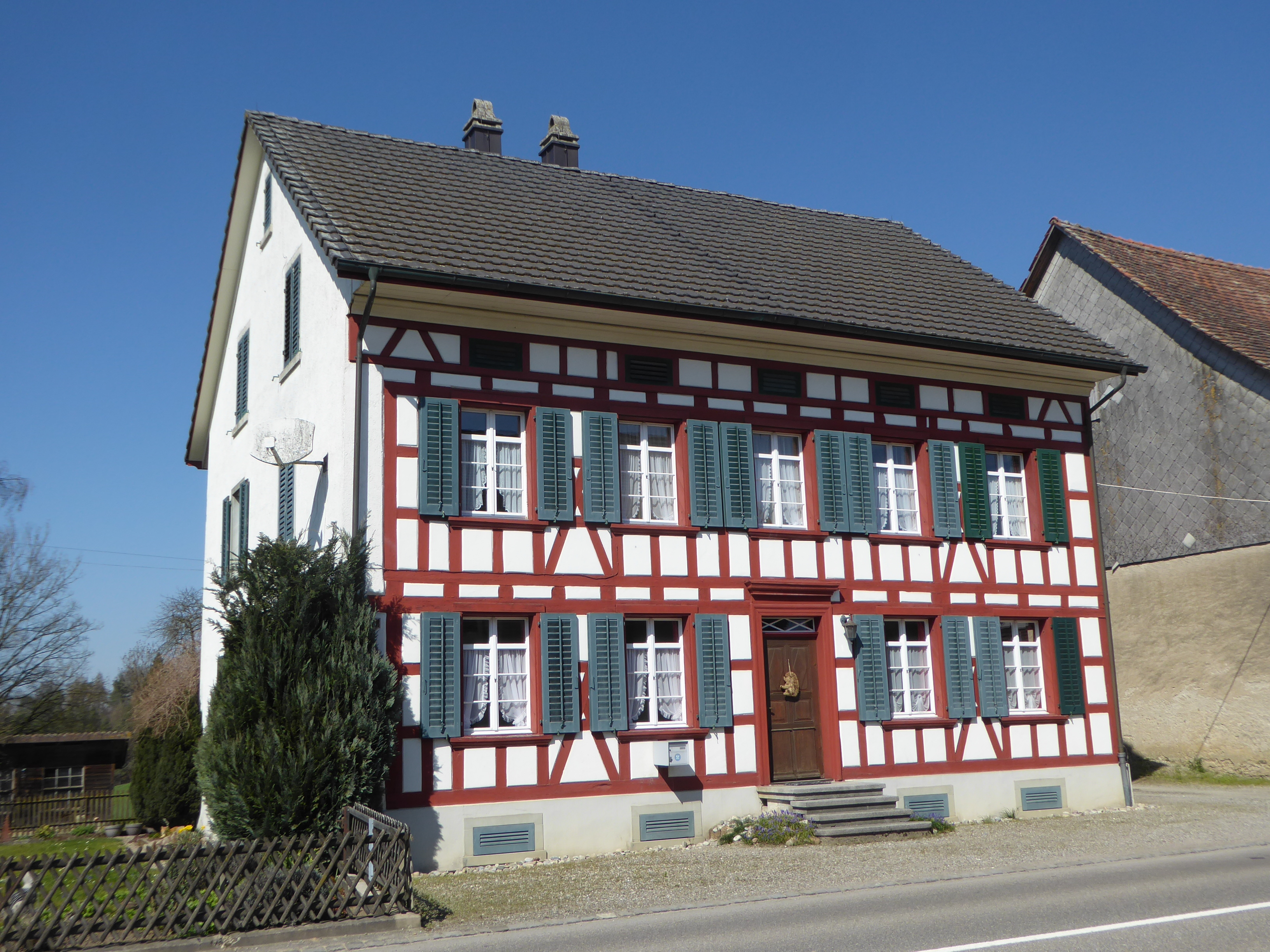
Wohnhaus Dickihof 5